# ホエン・ユー・ビリーヴ
「ホエン・ユー・ビリーヴ」 (When You Believe）は、マライア・キャリーとホイットニー・ヒューストンの楽曲。ミュージカル・アニメーション映画『プリンス・オブ・エジプト』のテーマ曲として制作された。
ベイビーフェイスがプロデュースを務め、豪華共演が実現した。
第71回アカデミー賞歌曲賞を受賞した。
映画のサウンドトラックに収録されたほか、ホイットニーのアルバム『マイ・ラヴ・イズ・ユア・ラヴ』やマライアのアルバム『ザ・ワンズ』にも収録された。
Billboard Hot 100では最高位15位、チャートには17週留まった。

## 収録曲
日本盤 マキシ・シングル
1. ホエン・ユー・ビリーヴ
2. ホエン・ユー・ビリーヴ (TVトラック)
3. アイ・アム・フリー (マライア・キャリー)
  - 『デイドリーム』収録曲。
4. ユー・ワー・ラヴド (ホイットニー・ヒューストン)
  - 『天使の贈りもの オリジナル・サウンドトラック』収録曲。

## チャート成績
| チャート（1998年）               | 最高順位 |
| -------------------------------- | -------- |
| イギリス（全英シングルチャート） | 4        |
| アメリカ（Billboard Hot 100）    | 15       |